# Право убежища для ЛГБТ
Право убежища для ЛГБТ — предоставление статуса политического беженца лицам, заявившим о преследованиях на родине по признаку сексуальной ориентации или гендерной идентичности. Вопрос о предоставлении представителям ЛГБТ статуса беженца в той или иной стране неоднозначен.

## Законодательство в странах мира

### Европейский союз

Страны — члены ЕС

Суд Европейского союза 7 ноября 2013 года постановил, что гомосексуальность может являться одним из оснований для получения убежища в Европейском союзе, фактически признав представителей ЛГБТ социальной группой в смысле Женевской конвенции. Однако для этого претендентам на получение статуса беженца необходимо доказать, что им на родине за их сексуальную ориентацию угрожает судебное преследование. При этом учитывается не само наличие существования уголовного преследования за однополые отношения, а то, применяются ли эти законы регулярно на практике. Вопрос о том, как принимать решение о серьёзности угрозы и проверять гомосексуальность претендентов, ЕСПЧ оставил открытым и переложил на плечи соответствующих учреждений конкретных стран.
В начале декабря 2014 года Суд ЕС обязал все государства, являющиеся членами ЕС, уважать достоинство беженцев и постановил, что страны ЕС не могут требовать от беженцев предоставления доказательств их гомосексуальности. Согласно суду, подобные проверки унижают человеческое достоинство. При этом суд уточнил, что власти могут задавать вопросы о сексуальной ориентации, однако не имеют права задавать вопросов, касающихся сексуальных практик. Кроме того, суд решил, что отсутствие открытого признания в гомосексуальной ориентации (каминг-аута) не является причиной для отказа в предоставлении убежища. Данное решение было принято в результате рассмотрения иска трёх мужчин, которым было отказано в предоставлении статуса беженца в Нидерландах, так как суд Нидерландов постановил, что претендентам не удалось в должной мере доказать их гомосексуальность.
Подобные доказательства прежде требовались и в других странах. В частности, в Чехии претенденты подвергались «фаллометрии» — специальному тестированию, измеряющему интенсивность эрекции. В Великобритании министерство внутренних дел требовало от подателей заявлений доказательств гомосексуальности, что доходило до предоставлений видеозаписей, относящихся к личной сексуальной жизни. В 2017 году отмечалось, что получение права убежища в Финляндии для лиц из других стран становится всё труднее, так как просители не могут убедительно доказать в иммиграционной службе свою гомосексуальность.
В январе 2018 года Суд Европейского союза в ходе рассмотрения жалобы нигерийца, подавшего прошение об убежище в Венгрии, запретил проведение психологических тестов для выявления сексуальной ориентации в рамках рассмотрения дела о предоставлении политического убежища.

### США
США с 1994 года признаёт преследования по признаку сексуальной ориентации как основание для предоставления политического убежища. В качестве такого преследования признаётся любой вред, наносящийся либо правительством, либо лицами, которых
правительство не может или отказывается контролировать.
В США разделяют понятия «статус беженца» (англ. refugee status) и «политическое убежище» (англ. asylum status). Статус беженца человек может получить только находясь за пределами США. Тогда как претендовать на убежище можно только на границе с США или в самой стране.
Находясь в США, человек может обратиться в благотворительную организацию, оказывающюю правовую поддержку ЛГБТ, например, в организацию Immigration Equality.